# Zeltinger Band

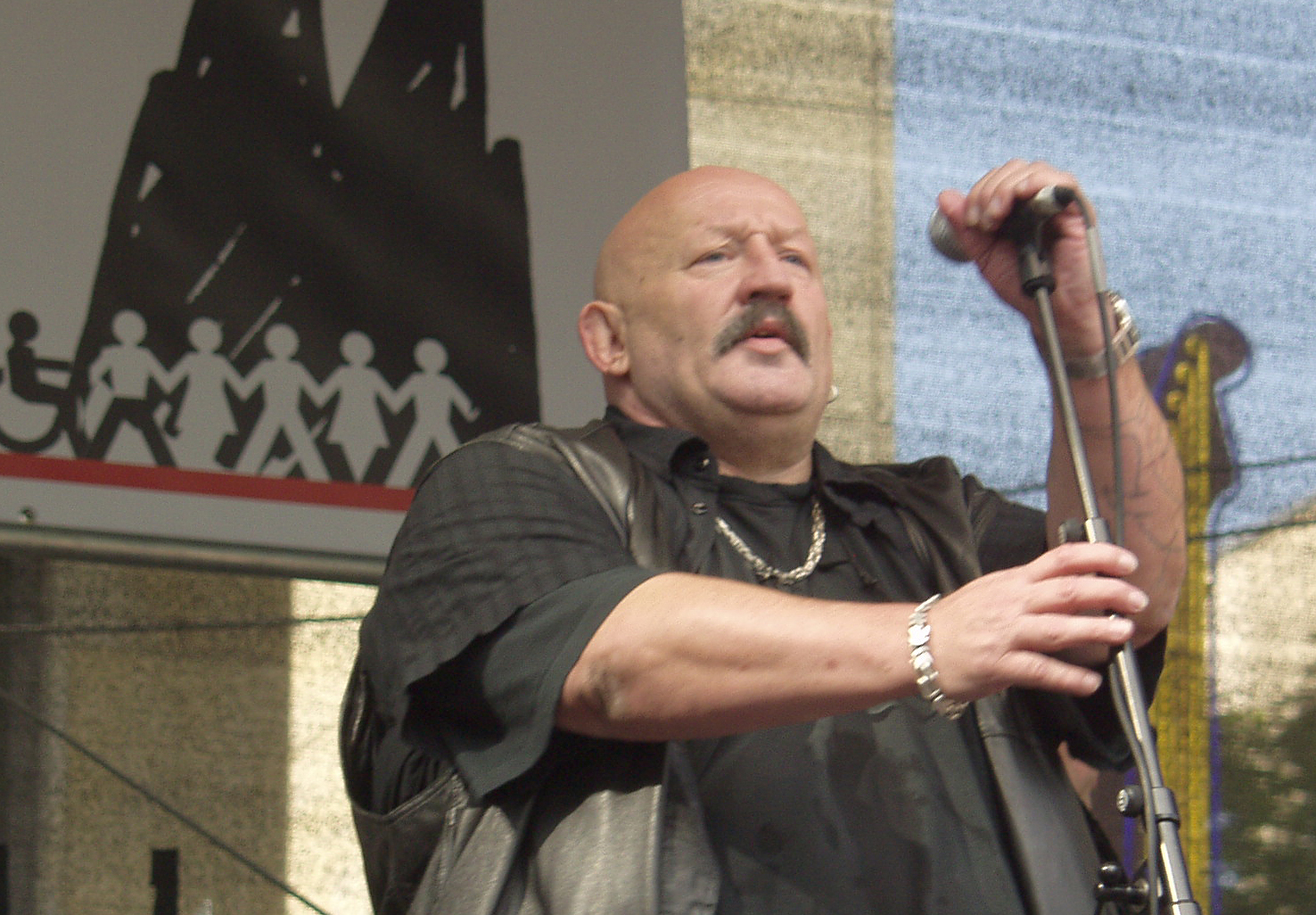
Jürgen Zeltinger auf der politischen Demonstration Köln stellt sich quer (2008)

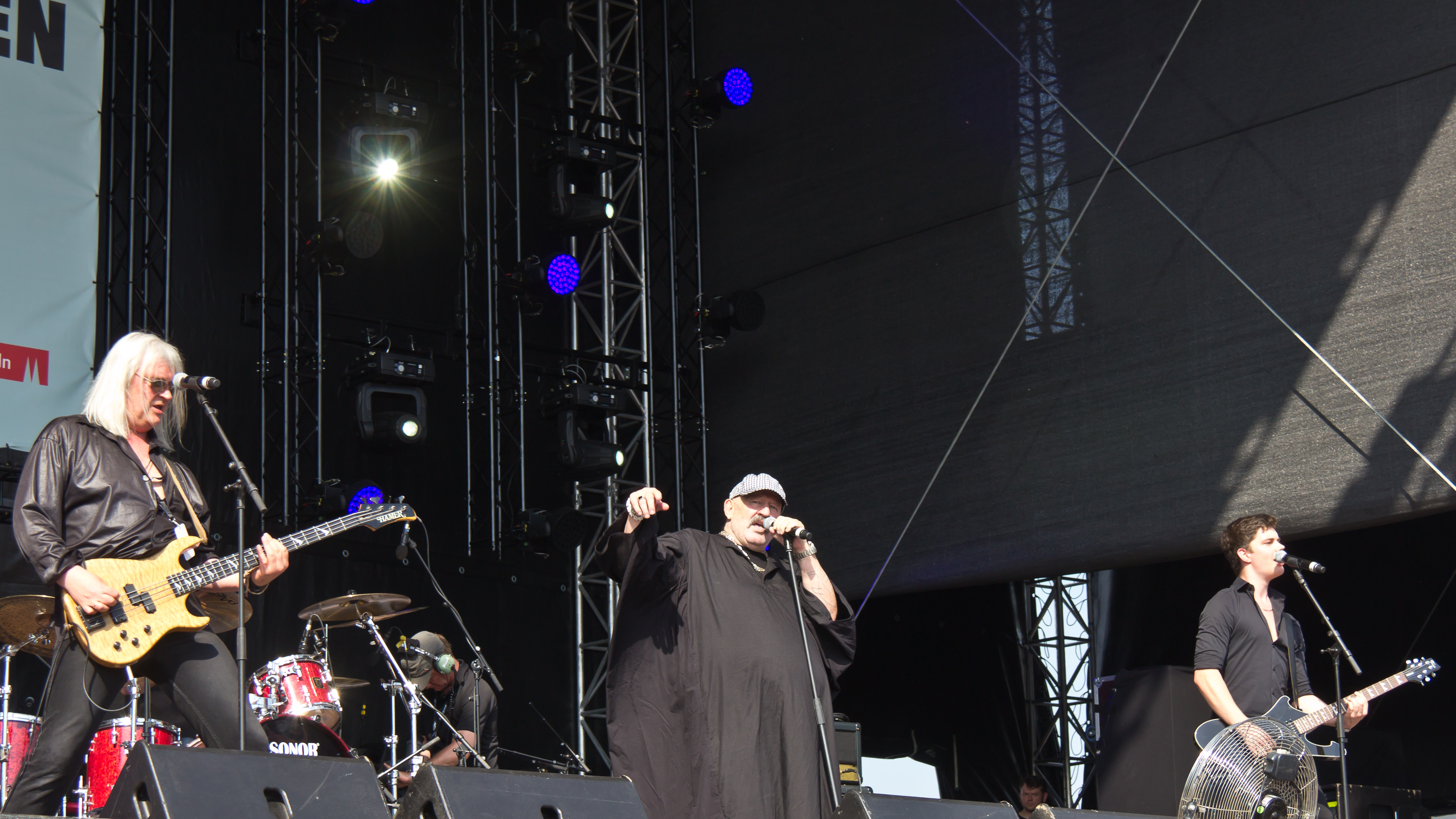
Die Zeltinger Band auf der Birlikte – Zusammenstehen-Kundgebung zum 10. Jahrestag (2014) des Nagelbombenanschlags in der Keupstraße in Köln-Mülheim

Die Zeltinger Band ist eine Rockband aus Köln, die Ende der 1970er/Anfang der 1980er ihre größten Erfolge hatte. Zu ihren bekanntesten Liedern zählen Müngersdorfer Stadion, Stüverhoff und Asi mit Niwoh.

## Bandgeschichte
1979 schloss sich Jürgen Zeltinger mit einigen Musikern zur Zeltinger Band zusammen. Gründungsmitglieder waren neben Zeltinger, der den Leadgesang übernahm, Ralf Engelbrecht (Gitarre), Norbert Zucker (Bass), Peter Gramen (Gitarre), Jaki Liebezeit (Schlagzeug) und Arno Steffen (Gitarre, Gesang). An Weiberfastnacht 1979 hatte die Band im Kölner Nachtclub Roxy ihren ersten Auftritt. Die Band kam so gut an, dass in den verbleibenden Karnevalstagen 19 weitere Konzerte folgten. Schlagzeuger Jaki Liebezeit verließ die Zeltinger Band bereits nach einigen Auftritten wieder und wurde durch Uwe „Schruuv“ Fuchs ersetzt. Auch Gitarrist Arno Steffen widmete sich bald anderen Projekten.
Im August 1979 erschien das erste Album De Plaat im Roxy & Bunker live; Produzent war der Kölner Conny Plank. Mit dem Volkslied Mein Vater war ein Wandersmann und den kölschen Versionen von Lou-Reed- (Stüverhoff) und Ramones-Songs (Müngersdorfer Stadion) finden sich dort Stücke, die bis heute bei keinem Konzert der Zeltinger Band fehlen. Müngersdorfer Stadion (B-Seite Tuntensong) erschien als Single und entwickelte sich zum ersten Hit der Kölner Band. 
1980 folgte das Studio-Album Schleimig mit der Single-Auskopplung Asi mit Niwoh, mit dem häufiger zitierten Textpassus „ich poliere Kritikern die Fressen, für die Band mach' ich das Abendessen“. Auch die zweite Single der Kölner erhielt gutes Airplay. Für fast alle Songs typisch ist der etwas atemlose Gesang und der kölsche Duktus von Jürgen Zeltinger. Im Frühjahr 1980 ging die Zeltinger Band auf gemeinsame Deutschlandtournee mit den Boomtown Rats und trat in der ZDF-Sendung Rockpop sowie in Alfred Bioleks Talkshow Kölner Treff auf.
Ende 1980 verließ Gitarrist Peter Gramen die Band und wurde durch Alex Parche ersetzt. Im Juli 1981 verließen Alex Parche und Kay Wolf die Gruppe. In den nächsten Jahren folgten immer wieder Umbesetzungen um die drei Gründungsmitglieder Zeltinger, Engelbrecht und Zucker. Manni Hollaender übernahm die Gitarre und Edgar „de Gaulle“ Liebert das Schlagzeug. In dieser Besetzung folgte 1982 das dritte, musikalisch härtere Album Der Chef bei Ariola. 1982 trat die Zeltinger Band bei einem bereits gebuchten Konzert im Rahmen der ZDF-Sendereihe Rockpop in Concert nicht auf und wurde daraufhin von der Plattenfirma Ariola nicht weiter unterstützt. 
Infolge weiterer Umbesetzungen kam es bis 1986 nur zu den Single-Veröffentlichungen Zeltinger wird Präsident, Urlaub in Hongkong und Italia. Bergauf ging es erst wieder 1986, als mit Serdar Boztepe ein neuer Manager gefunden worden war. Mit Schon wieder live und einer ausgedehnten Deutschlandtournee meldete sich die Band 1986 mit Alex Parche an der Gitarre und Robbie Vondenhoff am Schlagzeug zurück. Ab 1988 verfolgte die Zeltinger Band eine musikalisch härtere Linie, was sich in den beiden Alben Weder Mensch noch Tier (1988) und Ich bin ein Sünder aus dem Jahr 1990 widerspiegelt. Ende 1990 verließ Alex Parche die Band erneut. Als Nachfolger stieß im Januar 1991 Gitarrist Holger Obenaus zur Gruppe.
1992 widmete sich Zeltinger anderen Projekten und veröffentlichte das Album Solo Plaat, an dem unter anderen Wolfgang Niedecken mitwirkte. Ebenso wirkte Zeltinger am Kölner Projekt gegen Rechtsextremismus Arsch huh, Zäng ussenander mit. 1993 erschien das Best-of-Album „Asi mit Niwoh – das Beste aus 15 Jahren“. Ebenfalls 1993 spielte die Zeltinger Band fünf neue Titel ein, die auf der CD Rares für Bares – Das Schrägste aus fünfzehn Jahren zusammen mit altem Songmaterial veröffentlicht wurden. Zur Jahreswende 1993/1994 erlitt Schlagzeuger Markus Ulrich eine Handverletzung und wurde für einige Monate durch Charly Terstappen ersetzt, der schon mit Westernhagen gearbeitet hatte. 
Im Sommer 1994 erschien mit Scheiße ein Album, mit dem die Band zu ihren Ursprüngen zurückkehrte. Auf der CD, produziert von Gitarrist Holger Obenaus und Thomas Hauptmann, singt Zeltinger unter anderem im Duett mit Walter Bockmayer den Waggershausen-Titel Zu nah am Feuer. Aus dem Album wurde der Titel Du bist Scheiße als Single ausgekoppelt. Im selben Jahr spielte die Zeltinger Band den Titel Ene Mene La le Lu ein, der auf der Kölner Kompilation Pänz un Bänds un Rock un Roll bei  EMI erschien.
1995 erklärte Zeltinger die Band für aufgelöst. Tatsächlich schieden allerdings nur Bassist Norbert Zucker, Gitarrist Holger Obenaus und Schlagzeuger Markus Ulrich aus der Zeltinger Band aus. Zeltinger machte jedoch weiter und holte zwei alte Bekannte in die Band zurück: Alex Parche und Robby Vondenhoff, den Bass übernahm T.S. Crusoe. Kurze Zeit später schied auch noch das letzte neben Zeltinger verbliebene Gründungsmitglied Ralf Engelbrecht aus der Band aus. Neben Parche spielte nun Ulf Häusgen Gitarre. Dieser wurde einige Zeit später durch Stephan Neumeier ersetzt. 
2003 erschien die Live-CD Voila! Leckens am Arsch … mit vier neuen Studiotracks, die wieder eine härtere Gangart ankündigten. Ende 2005 brachte die Band die DVD und Maxi-CD Mit nacktem Arsch und Rock’n’Roll heraus. Ende 2007 erlitt Gitarrist Alex Parche einen Schlaganfall. Seinen Platz bei der Zeltinger Band nahm Volker Voigt ein. Die Band erhielt erneut einen Plattenvertrag bei EMI und veröffentlichte 2008 das Best-Of-Album Geschmack, Charakter, Zeltinger.
Zum 30-jährigen Bandjubiläum wurde im Oktober 2008 ein Konzert in der Kölner Live Music Hall gegeben. Neben der aktuellen Band fand auch die „Urbesetzung“ Zeltinger/Zucker/Engelbrecht/Gramen/Wolf/Steffen noch einmal zusammen. Es wurden die Titel Sozialamt, Rock'n'Roll Betrug  und (So wie ein) Tiger gespielt. Bei letzterem wurde die Band von Ralle Rudnik verstärkt. Im Mai 2009 erschienen die ersten drei Alben der Zeltinger Band De Plaat – Live im Roxy/Bunker, Schleimig und Chef erstmals auf CD. 2009 verließ der langjährige Gitarrist Stephan Neumeier die Band. Seinen Platz nahm Wolfgang Günnewig ein, der schon einmal Mitte der 1980er-Jahre Mitglied der Band gewesen war.
Den Platz des 2009 verstorbenen Alex Parche nahm langfristig Dennis Kleimann ein, der mit Jürgen Zeltinger auch ein Unplugged-Projekt betreibt, das 2014 in das Album Avjespeck unter dem Namen Zeltinger/Kleimann mündete.

## Mitglieder
derzeitige Mitglieder:
- Jürgen Zeltinger (Gesang)
- Dennis Kleimann (Gitarre, Gesang)
- T.S. Crusoe (Bass, Gesang)
- Ralf Engelbrecht (Gitarre Gesang)
- Robbie Vondenhoff (Schlagzeug)

ehemalige Mitglieder:
- Arno Steffen (Gitarre)
- Norbert Zucker „Sugar“ (Bass)
- Ralf Engelbrecht „Roxon“ (Gitarre)
- Peter Gramen (Gitarre) († 21. September 2012)
- Jaki Liebezeit (Schlagzeug) († 22. Januar 2017)
- Georg Reimer (Schlagzeug)
- Uwe (Schruuv) Fuchs (Schlagzeug)
- Earl Hudson (Schlagzeug)
- Edgar Liebert (Schlagzeug)
- Frank Müller (Schlagzeug) († 2007)
- Horst Mittmann (Schlagzeug)
- Markus Ulrich (Schlagzeug)
- Alex Parche (Gitarre) († 12. März 2009)
- Holger Obenaus (Gitarre)
- Manni Holländer (Gitarre) († 18. April 2011)
- Volker Schmitz (Gitarre)
- Josef Piek (Gitarre)
- Cay Wolf (Schlagzeug)
- Ulf Häusgen (Gitarre)
- Hitta Thomas (Tasteninstrumente)
- Detlev Dierse (Tasteninstrumente)
- Oliver Blahak (Gitarre)
- Charly Terstappen (Schlagzeug)
- Volker Voigt (Gitarre)
- Stephan Neumeier (Gitarre)
- Wolfgang Günnewig (Gitarre)

## Diskografie
- 1979: De Plaat im Roxy & Bunker live
- 1981: Schleimig
- 1982: Der Chef
- 1987: Schon wieder Live!
- 1988: Weder Mensch noch Tier
- 1989: Ich bin ein Sünder
- 1992: Solo Plaat (als Zeltinger)
- 1993: Asi mit Niwoh – Das Beste aus 15 Jahren
- 1993: Rares für Bares
- 1994: Scheiße!
- 1996: Faktor Z
- 2002: Freunde für's Leben
- 2003: Voila! Leck ens am Arsch
- 2003: Kölsch Jeföhl – De Plaat solo
- 2005: Mit nacktem Arsch und Rock 'n' Roll
- 2006: Alter Wein in neuen Schläuchen
- 2008: Geschmack, Charakter, Zeltinger (30 Jahre Wahnsinn in Vollendung) (Doppel-CD)
- 2008: Nur Kölsch und Schnaps (The Best Of The Rest)
- 2010: Die Rückkehr des Retters
- 2014: Avjespeck! (als Zeltinger/Kleimann)
- 2017: Krank!